# 33-тя паралель північної широти
33-тя паралель північної широти — лінія широти, що лежить на 33 градуси північніше земної екваторіальної площини, на півшляху між екватором та Північним полярним колом. Вона проходить через Північну Африку, Азію, Тихий океан, Північну Америку та Атлантичний океан.
В США ця паралель приблизно визначає кордон між Арканзасом та Луїзіаною (насправді кордон між штатами пролягає кількома кілометрами північніше паралелі). Під час "купівлі Луїзіани" США приєднала до себе територію Луїзіана, яка включала землі, що лежали на північ від 33-тьої паралелі північної широти.

В США 33-тя паралель північної широти приблизно визначає кордон між штатами Арканзас та Луїзіана

З 4 вересня 1996 року по 30 серпня 1996 року паралель визначила межу південної безпольотної зони в Іраку в рамках операції «Південна Варта». Перед цим межа проходила через 32-гу паралель північної широти.
На цій широті під час літнього сонцестояння сонце видно 14 годин 20 хвилин, а під час зимового сонцестояння — 9 годин 58 хвилин.

## Список географічних об'єктів, що перетинає 33° пн. ш.
Починаючи з Гринвіцького меридіану та рухаючись на схід, 33-тя паралель північної широти проходить через:
| Координати                                                   | Країна, територія або море | Примітки |
| ------------------------------------------------------------ | -------------------------- | --- |
| 33°0′ пн. ш. 0°0′ сх. д. / 33.000° пн. ш. 0.000° сх. д.      | Алжир                      | |
| 33°0′ пн. ш. 8°11′ сх. д. / 33.000° пн. ш. 8.183° сх. д.     | Туніс                      | |
| 33°0′ пн. ш. 11°31′ сх. д. / 33.000° пн. ш. 11.517° сх. д.   | Лівія                      | |
| 33°0′ пн. ш. 12°0′ сх. д. / 33.000° пн. ш. 12.000° сх. д.    | Середземне море            | Проходить північніше Триполі, Лівія |
| 33°0′ пн. ш. 35°5′ сх. д. / 33.000° пн. ш. 35.083° сх. д.    | Ізраїль                    | |
| 33°0′ пн. ш. 35°38′ сх. д. / 33.000° пн. ш. 35.633° сх. д.   | Голанські висоти           | Територія контролюється Ізраїлем, претендує Сирія |
| 33°0′ пн. ш. 35°52′ сх. д. / 33.000° пн. ш. 35.867° сх. д.   | Буферна зона ООН           | Приблизно на 500 км |
| 33°0′ пн. ш. 35°53′ сх. д. / 33.000° пн. ш. 35.883° сх. д.   | Сирія                      | |
| 33°0′ пн. ш. 38°5′ сх. д. / 33.000° пн. ш. 38.083° сх. д.    | Йорданія                   | |
| 33°0′ пн. ш. 39°3′ сх. д. / 33.000° пн. ш. 39.050° сх. д.    | Ірак                       | Проходить південніше Багдада |
| 33°0′ пн. ш. 46°6′ сх. д. / 33.000° пн. ш. 46.100° сх. д.    | Іран                       | |
| 33°0′ пн. ш. 60°38′ сх. д. / 33.000° пн. ш. 60.633° сх. д.   | Афганістан                 | |
| 33°0′ пн. ш. 69°30′ сх. д. / 33.000° пн. ш. 69.500° сх. д.   | Пакистан                   | Хайбер-Пахтунхва Пенджаб Азад Кашмір — претендує Індія |
| 33°0′ пн. ш. 74°21′ сх. д. / 33.000° пн. ш. 74.350° сх. д.   | Індія                      | Джамму та Кашмір — претендує Пакистан Ладакх — претендує Пакистан Гімачал-Прадеш |
| 33°0′ пн. ш. 79°14′ сх. д. / 33.000° пн. ш. 79.233° сх. д.   | Аксай-Чин                  | Претендує Індія та КНР |
| 33°0′ пн. ш. 79°21′ сх. д. / 33.000° пн. ш. 79.350° сх. д.   | КНР                        | Тибет Цинхай Сичуань Цинхай Сичуань Ганьсу Шеньсі Хубей Хенань Аньхой Цзянсу Аньхой — приблизно на 12 км Цзянсу |
| 33°0′ пн. ш. 126°16′ сх. д. / 33.000° пн. ш. 126.267° сх. д. | Східнокитайське море       | Проходить південніше острова Марадо, Південна Корея |
| 33°0′ пн. ш. 129°2′ сх. д. / 33.000° пн. ш. 129.033° сх. д.  | Японія                     | Проходить через острови Накадорі[en], Кюсю та Сікоку |
| 33°0′ пн. ш. 133°1′ сх. д. / 33.000° пн. ш. 133.017° сх. д.  | Тихий океан                | |
| 33°0′ пн. ш. 118°35′ зх. д. / 33.000° пн. ш. 118.583° зх. д. | США                        | Проходить через крайню північну точку острова Сан-Клементе, Каліфорнія |
| 33°0′ пн. ш. 118°33′ зх. д. / 33.000° пн. ш. 118.550° зх. д. | Тихий океан                | |
| 33°0′ пн. ш. 117°17′ зх. д. / 33.000° пн. ш. 117.283° зх. д. | США                        | Каліфорнія — проходить через Солану-Біч та північніше Бролі Аризона — проходить через руїни Каса-Гранде Нью-Мексико Техас — проходить через агломерацію Даллас — Форт-Верт Луїзіана — проходить південніше кордону з Арканзасом Міссісіпі Алабама Джорджія — проходить через Лаграндж та Луїсвілл Південна Кароліна — проходить через Гуз-Крік |
| 33°0′ пн. ш. 79°28′ зх. д. / 33.000° пн. ш. 79.467° зх. д.   | Атлантичний океан          | |
| 33°0′ пн. ш. 16°23′ зх. д. / 33.000° пн. ш. 16.383° зх. д.   | Португалія                 | Проходить через острівець Кал[en], південніше острова Порту-Санту, Мадейра, Португалія |
| 33°0′ пн. ш. 16°22′ зх. д. / 33.000° пн. ш. 16.367° зх. д.   | Атлантичний океан          | |
| 33°0′ пн. ш. 8°45′ зх. д. / 33.000° пн. ш. 8.750° зх. д.     | Марокко                    | Проходить через Сеттат |
| 33°0′ пн. ш. 1°28′ зх. д. / 33.000° пн. ш. 1.467° зх. д.     | Алжир                      | |